# Alessandro Cesaretti
Alessandro Cesaretti (Roma, 7 novembre 1968) è un ex calciatore italiano, di ruolo portiere.

## Carriera

### Club
Dopo aver giocato con numerose squadre in serie minori, la sua carriera si conclude con l'esordio in Serie A, il 27 maggio 2007 in Roma-Messina (4-3), in cui giocò da titolare e parò un rigore a Francesco Totti.
È il secondo esordiente più vecchio nella storia dell'intera Serie A, avendo esordito a 38 anni e 6 mesi; in questa speciale classifica Cesaretti è preceduto soltanto dal brasiliano Amílcar Barbuy, allenatore della Lazio che nel dicembre del 1931 scese in campo come giocatore nella partita contro il Bari a 38 anni e 7 mesi.

## Palmarès

### Giocatore

#### Competizioni nazionali
- Serie C1: 1

Reggiana: 1988-1989
- Serie C2: 1

Avezzano: 1995-1996